# Kobold
Kobold u njemačkoj mitologiji odgovara gnomu. Ima dugu kosu i crvenu bradu (ponekad nosi crvenu kapu). Živi u štalama ili na stablima u blizini kuća. Ima moć pretvaranja u životinje, uglavnom u mačke. Kobold je dobri duh kuće.